# Plan-d'Aups-Sainte-Baume
Pour les articles homonymes, voir Baume.
Plan-d'Aups-Sainte-Baume [plɑ̃ dops sɛ̃t bom] est une commune française située dans le département du Var en région Provence-Alpes-Côte d'Azur.

## Géographie

### Localisation
Plan-d'Aups-Sainte-Baume est un village situé dans le département du Var de la région Provence-Alpes-Côte d'Azur, dépendant de l'arrondissement de Brignoles et du canton de Saint-Maximin-la-Sainte-Baume. Le code Insee du village de Plan-d'Aups-Sainte-Baume est le 83093 et son code postal est le 83640.
L'altitude de la mairie de Plan-d'Aups-Sainte-Baume est de 686 mètres environ. La superficie de Plan-d'Aups-Sainte-Baume est de 24,91 km². La latitude de Plan-d'Aups-Sainte-Baume est de 43.33 degrés nord et la longitude de Plan-d'Aups-Sainte-Baume est de 5.717 degrés est.

### Population
La population de Plan-d'Aups-Sainte-Baume était de 764 au recensement de 1999, 1 125 en 2006 et de 1 176 en 2007. La densité de population de Plan-d'Aups-Sainte-Baume est de 83 habitants par km².

### Géologie et relief

#### Massif de la Sainte-Baume
Le site de la Sainte-Baume a la forme d’une crête formée de roches calcaires au  modèle karstique qui a culmine à une altitude de plus de 1 100 mètres. Ce massif présente des falaises sur plus de 14 km,.

### Sismicité
Il existe trois zones de sismicités dans le Var : 
- Zone 0 : risque négligeable. C'est le cas de bon nombre de communes du littoral varois, ainsi que d'une partie des communes du centre Var. Malgré tout, ces communes ne sont pas à l'abri d'un effet tsunami lié à un séisme en mer.
- Zone Ia : risque très faible. Concerne essentiellement les communes comprises dans une bande allant de la montagne Sainte-Victoire, au massif de l'Esterel.
- Zone Ib : risque faible. Ce risque, le plus élevé du département (qui n'est pas le plus haut de l'évaluation nationale), concerne 21 communes du nord du département.

La commune de Plan-d'Aups-Sainte-Baume est en zone sismique de très faible risque "Ia".

### Hydrographie et les eaux souterraines
Une surveillance des eaux souterraines en provenance des nombreux forages et sources est assure sur la commune.
Cours d'eau traversant la commune, :
- Ruisseaux de Ruisseau de Peyruis, de la Gastaude, des Eneaneaux.

### Climat
Pour des articles plus généraux, voir Climat de Provence-Alpes-Côte d'Azur et Climat du Var.
En 2010, le climat de la commune est de type climat du Bassin du Sud-Ouest, selon une étude du Centre national de la recherche scientifique s'appuyant sur une série de données couvrant la période 1971-2000. En 2020, Météo-France publie une typologie des climats de la France métropolitaine dans laquelle la commune est exposée à un climat méditerranéen et est dans la région climatique  Provence, Languedoc-Roussillon, caractérisée par une pluviométrie faible en été, un très bon ensoleillement (2 600 h/an), un été chaud (21,5 °C), un air très sec en été, sec en toutes saisons, des vents forts (fréquence de 40 à 50 % de vents > 5 m/s) et peu de brouillards. 
Pour la période 1971-2000, la température annuelle moyenne est de 12,1 °C, avec une amplitude thermique annuelle de 14,3 °C. Le cumul annuel moyen de précipitations est de 895 mm, avec 5,4 jours de précipitations en janvier et 2,3 jours en juillet. Pour la période 1991-2020, la température moyenne annuelle observée sur la station météorologique installée sur la commune est de 14,0 °C et le cumul annuel moyen de précipitations est de 1 001,8 mm. 
La température maximale relevée sur cette station est de 41,6 °C, atteinte le 28 juin 2019 ; la température minimale est de −8,9 °C, atteinte le 4 février 2012,,. 
| Mois                                  | jan.          | fév.          | mars          | avril         | mai           | juin          | jui.          | août          | sep.          | oct.          | nov.          | déc.          | année     |
| ------------------------------------- | ------------- | ------------- | ------------- | ------------- | ------------- | ------------- | ------------- | ------------- | ------------- | ------------- | ------------- | ------------- | --------- |
| Température minimale moyenne (°C)     | 2,9           | 2,7           | 5             | 7,9           | 10,8          | 14,9          | 17,5          | 17,8          | 14,1          | 10,6          | 6,7           | 3,8           | 9,6       |
| Température moyenne (°C)              | 6             | 6,5           | 9,3           | 12,5          | 15,9          | 20,4          | 23,3          | 23,5          | 19,2          | 14,8          | 10            | 6,8           | 14        |
| Température maximale moyenne (°C)     | 9,1           | 10,3          | 13,6          | 17,1          | 20,9          | 25,9          | 29,1          | 29,3          | 24,3          | 19            | 13,2          | 9,7           | 18,5      |
| Record de froid (°C) date du record   | −6,8 10.01.10 | −8,9 04.02.12 | −4,4 11.03.10 | −3 03.04.22   | 1,7 05.05.19  | 6,5 01.06.11  | 10,2 15.07.16 | 10,1 30.08.23 | 2,9 27.09.20  | −2,2 28.10.12 | −5 29.11.13   | −8,2 20.12.09 | −8,9 2012 |
| Record de chaleur (°C) date du record | 20,7 28.01.08 | 21,1 24.02.20 | 23,4 31.03.12 | 27,2 09.04.11 | 31,5 27.05.22 | 41,6 28.06.19 | 38,1 21.07.22 | 39 05.08.17   | 33,2 04.09.23 | 30,5 08.10.23 | 22,4 14.11.23 | 18,6 31.12.21 | 41,6 2019 |
| Précipitations (mm)                   | 93,3          | 82,3          | 82,7          | 93,2          | 79,4          | 52            | 21,7          | 28,4          | 56            | 122,2         | 168           | 122,6         | 1 001,8   |

| Diagramme climatique                                  |             |           |             |              |            |              |              |            |             |            |             |
| J                                                     | F           | M         | A           | M            | J          | J            | A            | S          | O           | N          | D           |
| 9,12,993,3                                            | 10,32,782,3 | 13,6582,7 | 17,17,993,2 | 20,910,879,4 | 25,914,952 | 29,117,521,7 | 29,317,828,4 | 24,314,156 | 1910,6122,2 | 13,26,7168 | 9,73,8122,6 |
| Moyennes : • Temp. maxi et mini °C • Précipitation mm |             |           |             |              |            |              |              |            |             |            |             |

Les paramètres climatiques de la commune ont été estimés pour le milieu du siècle (2041-2070) selon différents scénarios d'émission de gaz à effet de serre à partir des nouvelles projections climatiques de référence DRIAS-2020. Ils sont consultables sur un site dédié publié par Météo-France en novembre 2022.

### Voies de communications et transports

#### Voies routières
- RD 2 vers Gémenos.
- RD 80 vers Nans-les-Pins.

#### Transports en commun
- Transport en Provence-Alpes-Côte d'Azur

La commune est desservie par le réseau régional de transports en commun Zou !.

## Toponymie
Plan-d'Aups-Sainte-Baume s’appelle   Lo Plan d'Aups de la Santa Bauma en provençal selon la norme classique et Lou Plan-d'Aup-Santo-Baumo selon la norme mistralienne.
Plan-d'Aups-Sainte-Baume portait, jusqu'au 29 mars 1993, le nom de Plan-d'Aups. La nouvelle dénomination a été officialisée par le décret du 26 mars 1993 (JO no 74 du 28 mars 1993) portant changement de nom de communes.
Plan, en Provence, est attribué à une plaine ou un plateau fertile.
Plus au nord, dans les Alpes, Aup est un équivalent de alpage, pâturage.

## Histoire[16]

### Du Paléolithique à l'Âge de bronze
Après quelques passages de chasseurs au Paléolithique, une petite communauté s'installe durablement sur le plateau du Plan d'Aups à partir de l'âge du bronze.

### Dans l'Antiquité
Dans l'Antiquité la Sainte-Baume était un « désert », difficile d'accès et isolé, ce qui explique que Marie-Madeleine et après elle les premiers moines, vinrent y chercher la paix et l'union à Dieu.
Aux alentours du Ve siècle, le monothéisme s'installe et des religieux arrivent dans la région. L’église Saint-Jaume (Saint-Jacques le Majeur) du Plan d’Aups aurait ainsi été fondée par des religieuses cassianites.

### DuIXesiècleà la Révolution
À cette période, les terres du Plan d’Aups se trouvent sous l'autorité de l'abbaye de Saint-Victor. Le lieu se serait appelé « Villa Almis », qui prit comme dénomination au XIIIe siècle « Plan d’Aups » ou parfois « Aups lès la Sainte Baume ». Les habitants vivent de cultures céréalières, de l’élevage et des revenus de la forêt.

### La grotte de Marie-Madeleine

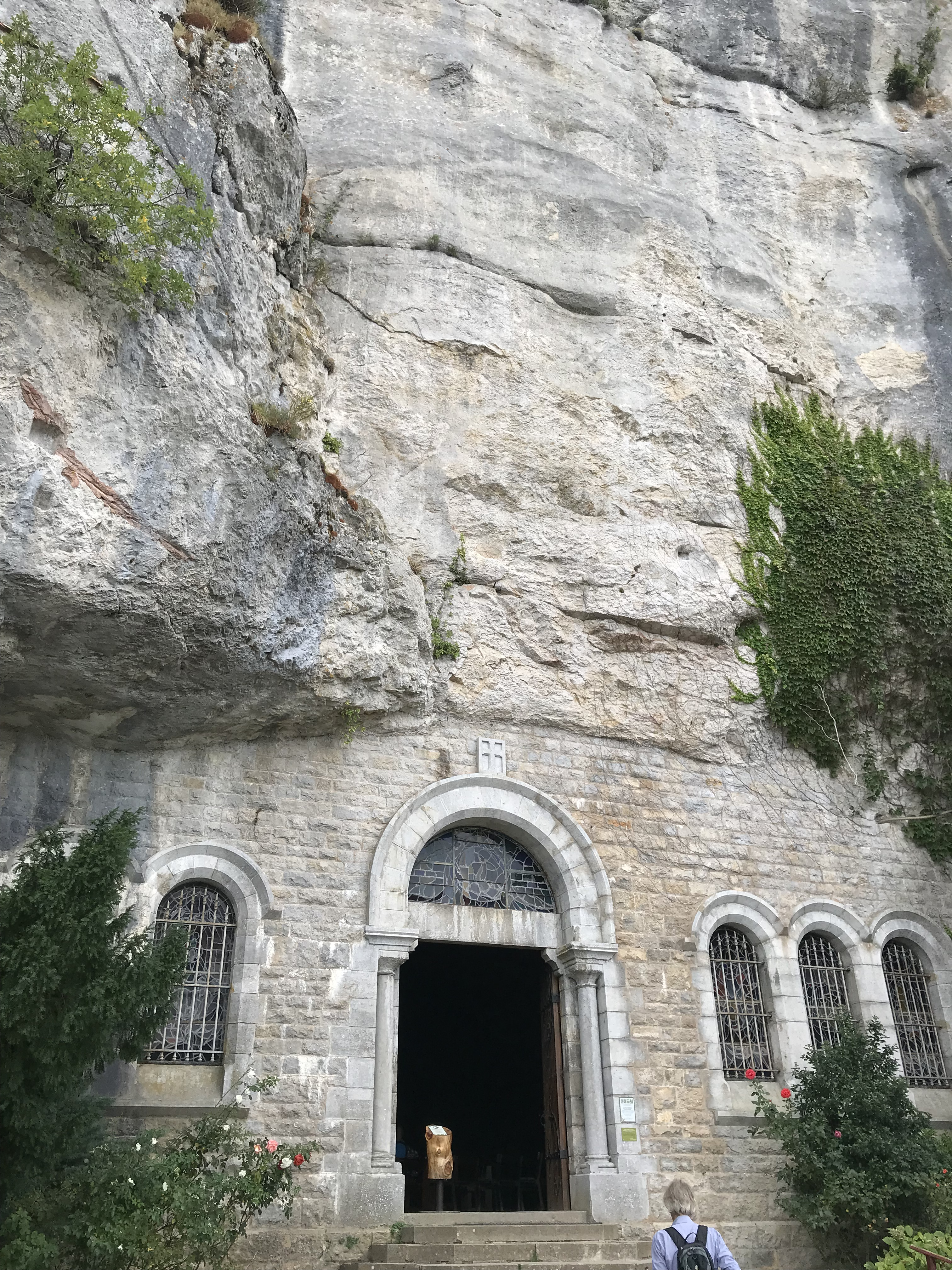
Grotte de la Sainte-Baume-Sainte-Marie-Madeleine.

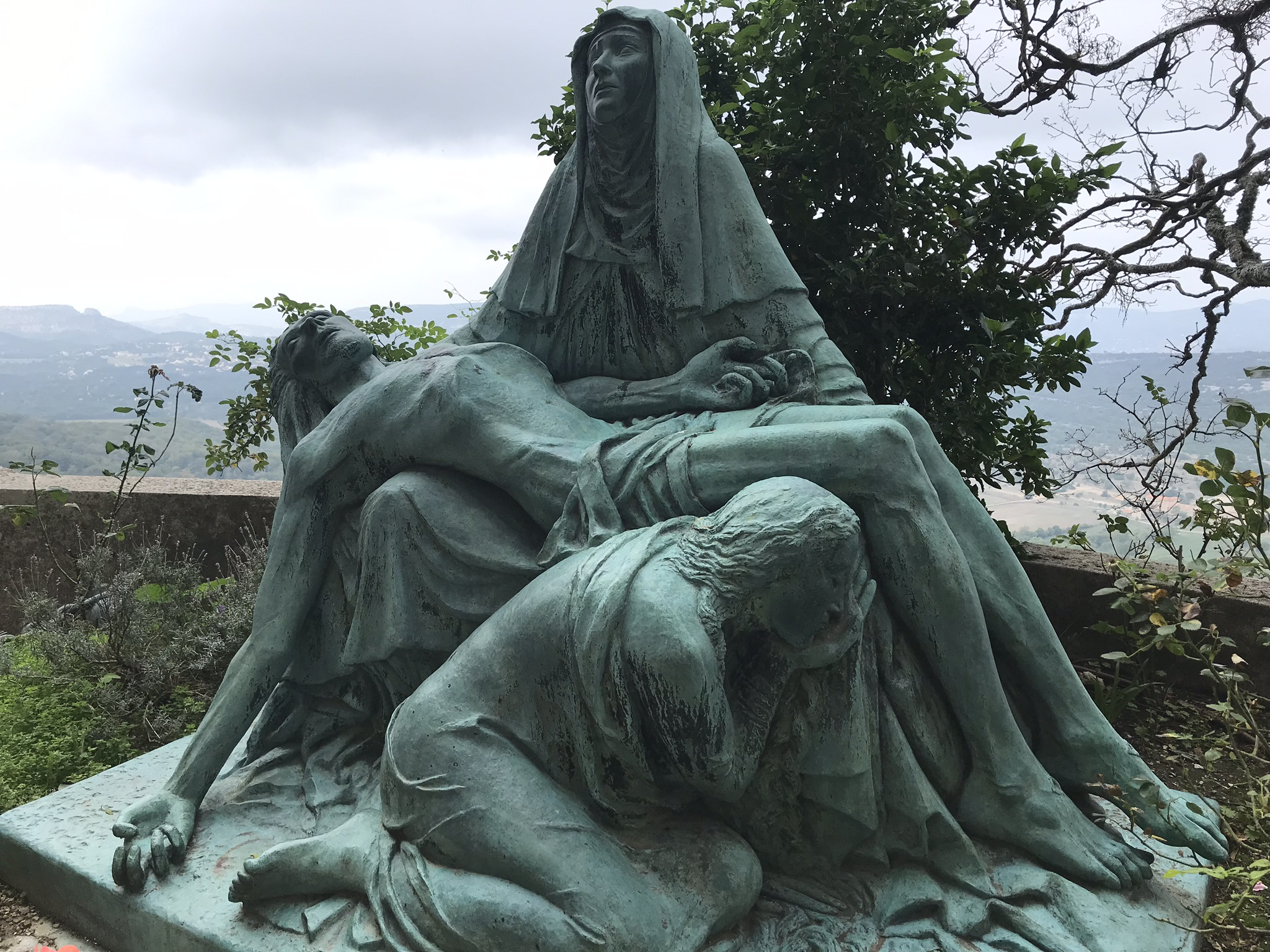
Sculpture près de la grotte de la Sainte-Baume-Sainte-Marie-Madeleine.

Avec le Moyen Âge et l'expansion du pèlerinage, la grotte s'est dotée d'un chemin : le chemin des Roys.
La grotte de Marie-Madeleine s'inscrit au centre du massif de la Sainte-Baume, longue chaîne montagneuse à laquelle elle donne son nom.

### Évolution jusqu'auXIXesiècle
Pendant des siècles et jusqu'à notre époque, ce sont des fermes isolées qui occupent le plateau sans agglomération.
Le mode de vie est différent des autres villages provençaux. En effet, l'altitude élimine la vigne et l'olivier. L'économie se contente de l'élevage des ovins et de la culture des céréales. Quelques éléments originaux sont à signaler :

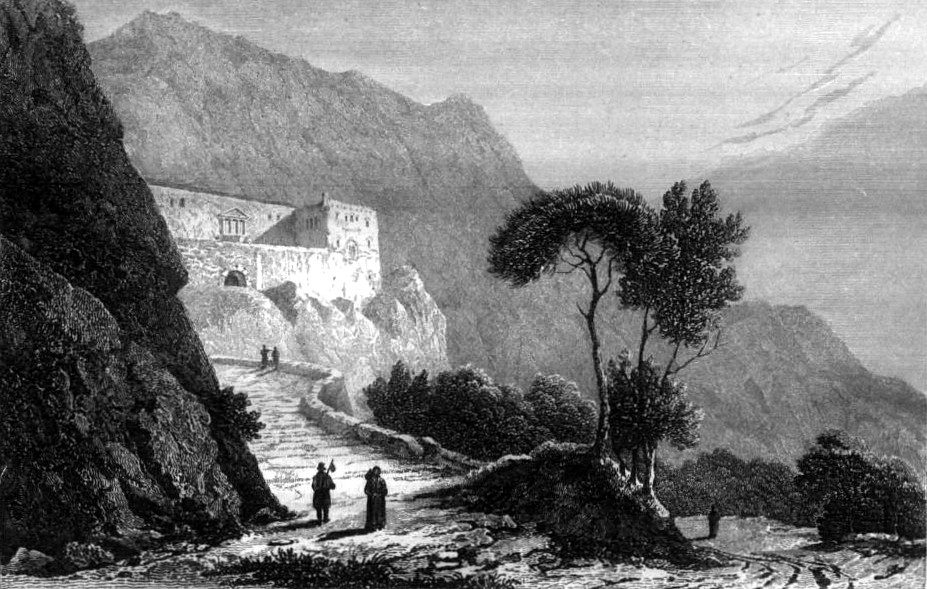
Gravure de la Sainte-Baume en 1838.

Au XVIe siècle, les marbres du Plan d'Aups sont si appréciés qu'ils sont utilisés par Louis XIV pour la décoration de son palais de Versailles[réf. nécessaire].
Au XVIIe siècle, le commerce de la glace naturelle entraîne la construction de glacières.
En 1791, à la création des départements, le Plan d’Aups rejoint le Var.
Au XIXe siècle, le lignite découvert dans le sous-sol permet une modeste industrie minière.
La commune est classée station touristique en 1932, époque à laquelle sont construits des hôtels restaurants et des résidences secondaires. Le village est électrifié en 1957 et bénéficie de l'eau courante à la fin des années 1970.

## Blasonnement
|  | Les armoiries de Plan-d'Aups-Sainte-Baume se blasonnent ainsi : D'or au houx au naturel planté sur une terrasse de sable. |

## Politique et administration

### Liste des maires
| Période                                  | Période                   | Identité               | Étiquette | Qualité                                                     |
| ---------------------------------------- | ------------------------- | ---------------------- | --------- | ----------------------------------------------------------- |
| 1790                                     | 1792                      | François André         |           | Ménager                                                     |
| 1792                                     | 1816                      | Sauveur Bosc           |           |                                                             |
| 1816                                     | 1821                      | Jacques-Philippe Mossy |           |                                                             |
| 1821                                     | 1821                      | Augustin-Simon Pignol  |           |                                                             |
| 1821                                     | 1826                      | Jean-Joseph Emeric     |           | Ménager                                                     |
| 1826                                     | 1831                      | Pierre Thanoux         |           | Ménager                                                     |
| 1831                                     | 1843                      | Jean-Pierre Olivier    |           | Propriétaire                                                |
| 1843                                     | 1847                      | Jean-Antoine Roubaud   |           | Propriétaire                                                |
| 1847                                     | 1865                      | Philippe Toulon        |           | Propriétaire                                                |
| 1865                                     | 1884                      | Benoît Vincent Roubaud |           | Propriétaire, cultivateur                                   |
| 1885                                     | 1900                      | Antoine Toulon         |           | Cultivateur                                                 |
| 1900                                     | ?                         | Louis Roubaud          |           |                                                             |
| Les données manquantes sont à compléter. |                           |                        |           |                                                             |
| mars 1971                                | mars 1983                 | René Portalier         |           | Réélu en 1977                                               |
| mars 1983                                | mars 2001                 | Jean Prohom            |           | Réélu en 1989 et 1995                                       |
| mars 2001                                | mars 2014                 | Vincent Martinez       | DVG       | Retraité de la fonction publique Réélu en 2008              |
| mars 2014                                | novembre 2015 (démission) | André Anton            | DVD       | Contremaître                                                |
| novembre 2015                            | 2020                      | Gilles Rastello        | DVD       | Artisan menuisier                                           |
| 2020                                     | En cours                  | Carine Paillard        | DVC       | Vice-présidente du parc naturel régional de la Sainte-Baume |

### Budget et fiscalité 2019

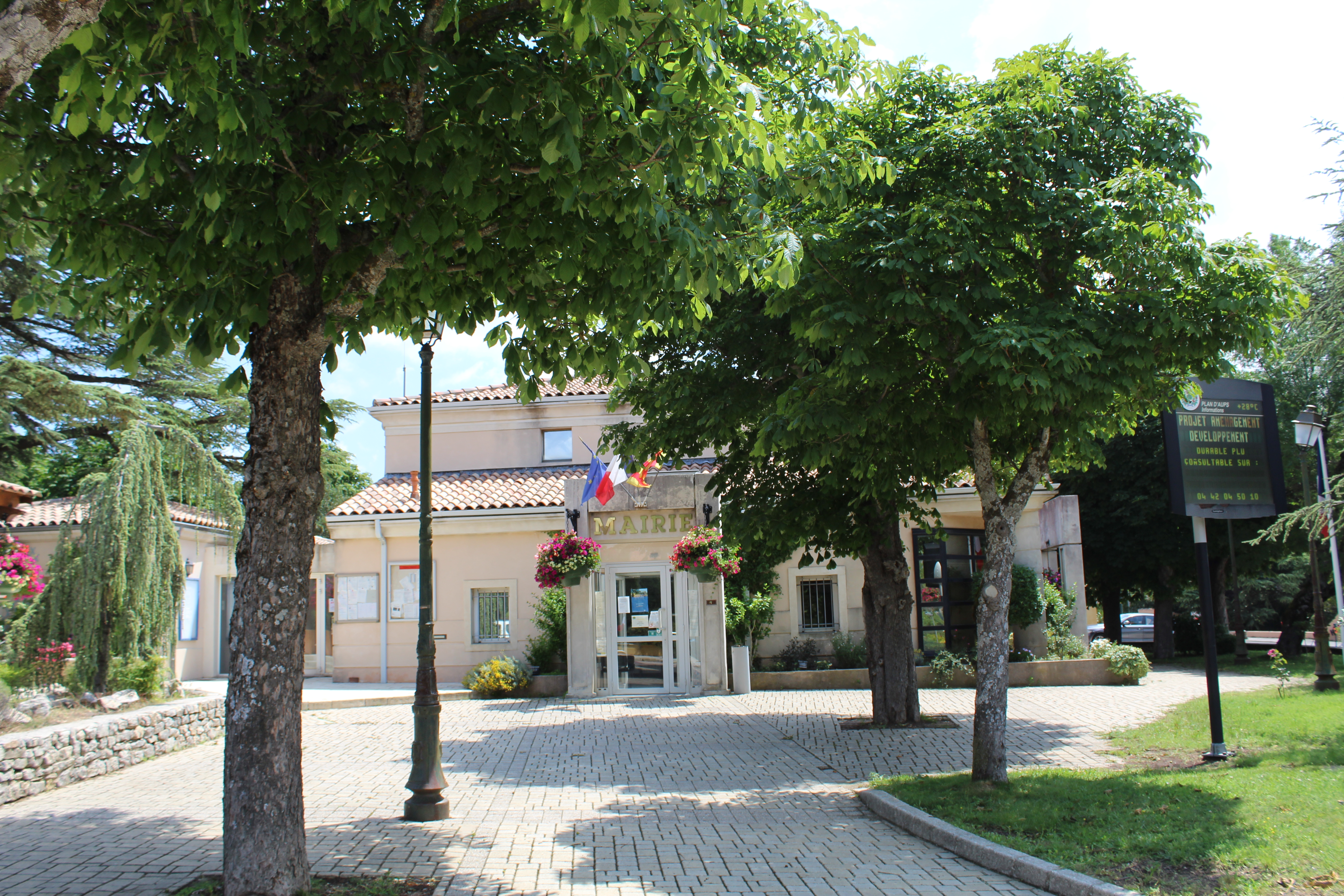
La mairie.

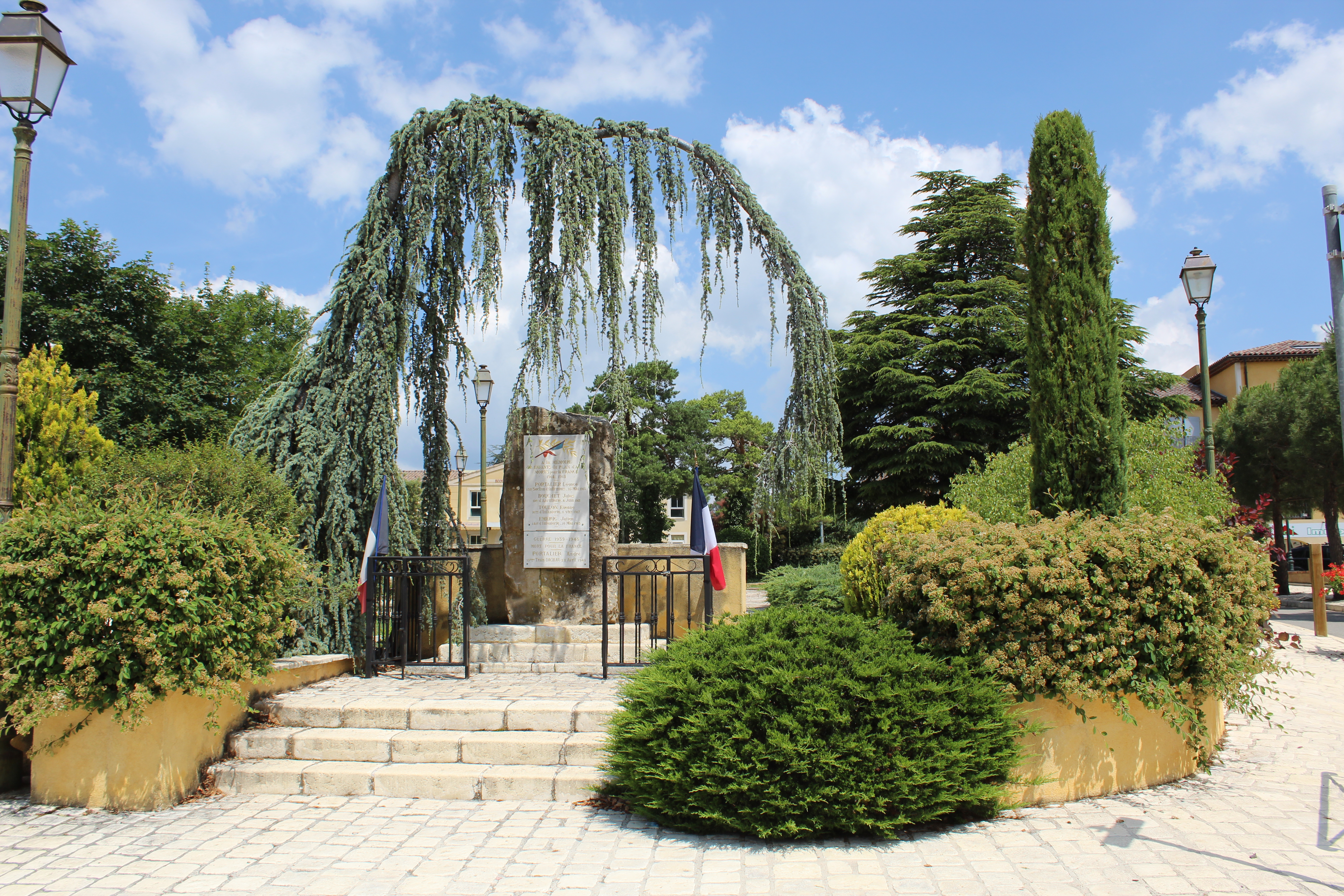
Le monument aux morts.

En 2019, le budget de la commune était constitué ainsi :
- total des produits de fonctionnement : 1 914 000 €, soit 895 € par habitant ;
- total des charges de fonctionnement : 1 820 000 €, soit 851 € par habitant ;
- total des ressources d'investissement : 640 000 €, soit 299 € par habitant ;
- total des emplois d'investissement : 492 000 €, soit 230 € par habitant ;
- endettement : 624 000 €, soit 292 € par habitant.

Avec les taux de fiscalité suivants :
- taxe d'habitation : 11,25 % ;
- taxe foncière sur les propriétés bâties : 18,66 % ;
- taxe foncière sur les propriétés non bâties : 63,18 % ;
- taxe additionnelle à la taxe foncière sur les propriétés non bâties : 0,00 % ;
- cotisation foncière des entreprises : 0,00 %.

Chiffres clés Revenus et pauvreté des ménages en 2017 : médiane en 2017 du revenu disponible, par unité de consommation : 22 470 €.

### Politique environnementale
La commune fait partie du nouveau parc naturel régional de la Sainte-Baume, créé par décret du 20 décembre 2017.

### Intercommunalité
Commune membre de la Communauté d'agglomération de la Provence Verte.

## Urbanisme

### Typologie
Au 1er janvier 2024, Plan-d'Aups-Sainte-Baume est catégorisée bourg rural, selon la nouvelle grille communale de densité à sept niveaux définie par l'Insee en 2022.
Elle appartient à l'unité urbaine de Plan-d'Aups-Sainte-Baume, une unité urbaine monocommunale constituant une ville isolée,. Par ailleurs la commune fait partie de l'aire d'attraction de Marseille - Aix-en-Provence, dont elle est une commune de la couronne,. Cette aire, qui regroupe 115 communes, est catégorisée dans les aires de 700 000 habitants ou plus (hors Paris),.

### Occupation des sols
L'occupation des sols de la commune, telle qu'elle ressort de la base de données européenne d’occupation biophysique des sols Corine Land Cover (CLC), est marquée par l'importance des forêts et milieux semi-naturels (83,2 % en 2018), une proportion sensiblement équivalente à celle de 1990 (83,9 %). La répartition détaillée en 2018 est la suivante : 
forêts (53,8 %), milieux à végétation arbustive et/ou herbacée (20,7 %), zones urbanisées (9,8 %), espaces ouverts, sans ou avec peu de végétation (8,7 %), terres arables (3,1 %), zones agricoles hétérogènes (2,6 %), prairies (1,4 %). L'évolution de l’occupation des sols de la commune et de ses infrastructures peut être observée sur les différentes représentations cartographiques du territoire : la carte de Cassini (XVIIIe siècle), la carte d'état-major (1820-1866) et les cartes ou photos aériennes de l'IGN pour la période actuelle (1950 à aujourd'hui).

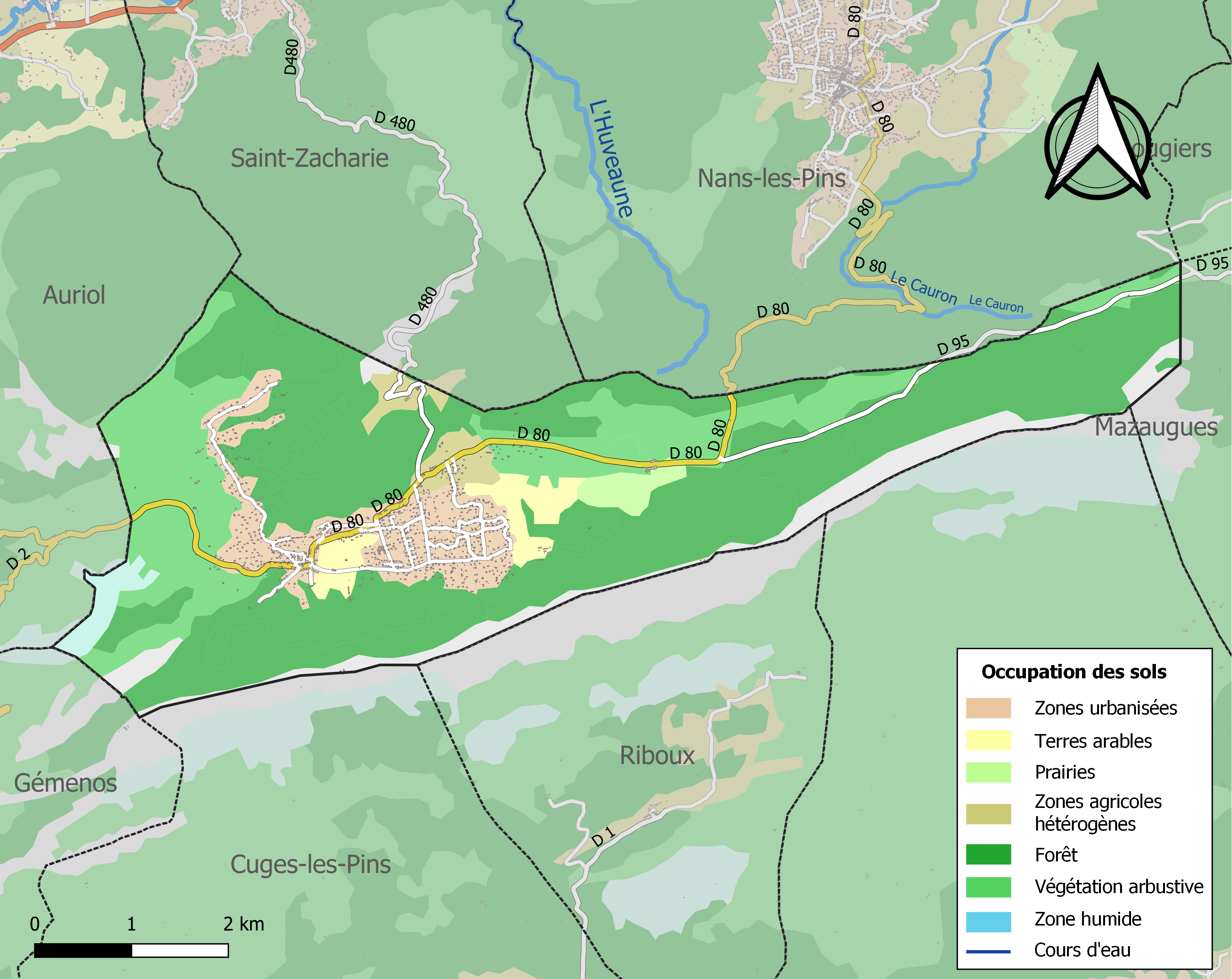
Carte des infrastructures et de l'occupation des sols de la commune en 2018 (CLC).

## Population et société

### Démographie
L'évolution du nombre d'habitants est connue à travers les recensements de la population effectués dans la commune depuis 1793. Pour les communes de moins de 10 000 habitants, une enquête de recensement portant sur toute la population est réalisée tous les cinq ans, les populations de référence des années intermédiaires étant quant à elles estimées par interpolation ou extrapolation. Pour la commune, le premier recensement exhaustif entrant dans le cadre du nouveau dispositif a été réalisé en 2007.

En 2022, la commune comptait 2 430 habitants, en évolution de +15 % par rapport à 2016 (Var : +4,98 %, France hors Mayotte : +2,11 %).
| 1793 | 1800 | 1806 | 1821 | 1831 | 1836 | 1841 | 1846 | 1851 |
| ---- | ---- | ---- | ---- | ---- | ---- | ---- | ---- | ---- |
| 160  | 75   | 74   | 91   | 87   | 113  | 135  | 109  | 109  |

| 1856 | 1861 | 1866 | 1872 | 1876 | 1881 | 1886 | 1891 | 1896 |
| ---- | ---- | ---- | ---- | ---- | ---- | ---- | ---- | ---- |
| 106  | 98   | 175  | 109  | 112  | 94   | 160  | 124  | 148  |

| 1901 | 1906 | 1911 | 1921 | 1926 | 1931 | 1936 | 1946 | 1954 |
| ---- | ---- | ---- | ---- | ---- | ---- | ---- | ---- | ---- |
| 146  | 123  | 177  | 167  | 185  | 174  | 178  | 201  | 184  |

| 1962 | 1968 | 1975 | 1982 | 1990 | 1999 | 2006  | 2007  | 2012  |
| ---- | ---- | ---- | ---- | ---- | ---- | ----- | ----- | ----- |
| 195  | 185  | 207  | 249  | 361  | 764  | 1 125 | 1 176 | 1 859 |

| 2017  | 2022  | - | - | - | - | - | - | - |
| ----- | ----- | - | - | - | - | - | - | - |
| 2 158 | 2 430 | - | - | - | - | - | - | - |

### Enseignement
- École maternelle[37] et primaire sur la commune.
- Collèges proches : Saint-Zacharie, Auriol, Gémenos, Roquevaire, Aubagne[38].
- Lycées proches : Gémenos, Aubagne, Saint-Maximin...

### Santé
Professionnels et établissements de santé :
- 3 Médecins dans le cabinet médical du village
- Pharmacies à Auriol, Saint-Zacharie, Nans-les-Pins,
- Hôpitaux à Nans-les-Pins, Aubagne.

### Cultes
- Paroisse Saint Jaume (Saint Jacques le Majeur) (catholique)
- Paroisse Sainte-Marie-Madeleine (orthodoxe)[40].
- Hôtellerie de la Sainte Baume (couvent des Dominicains)
- Grotte de Sainte-Marie-Madeleine (dominicains)[41].

## Lieux et monuments[42]

### Hôtellerie de la Sainte-Baume

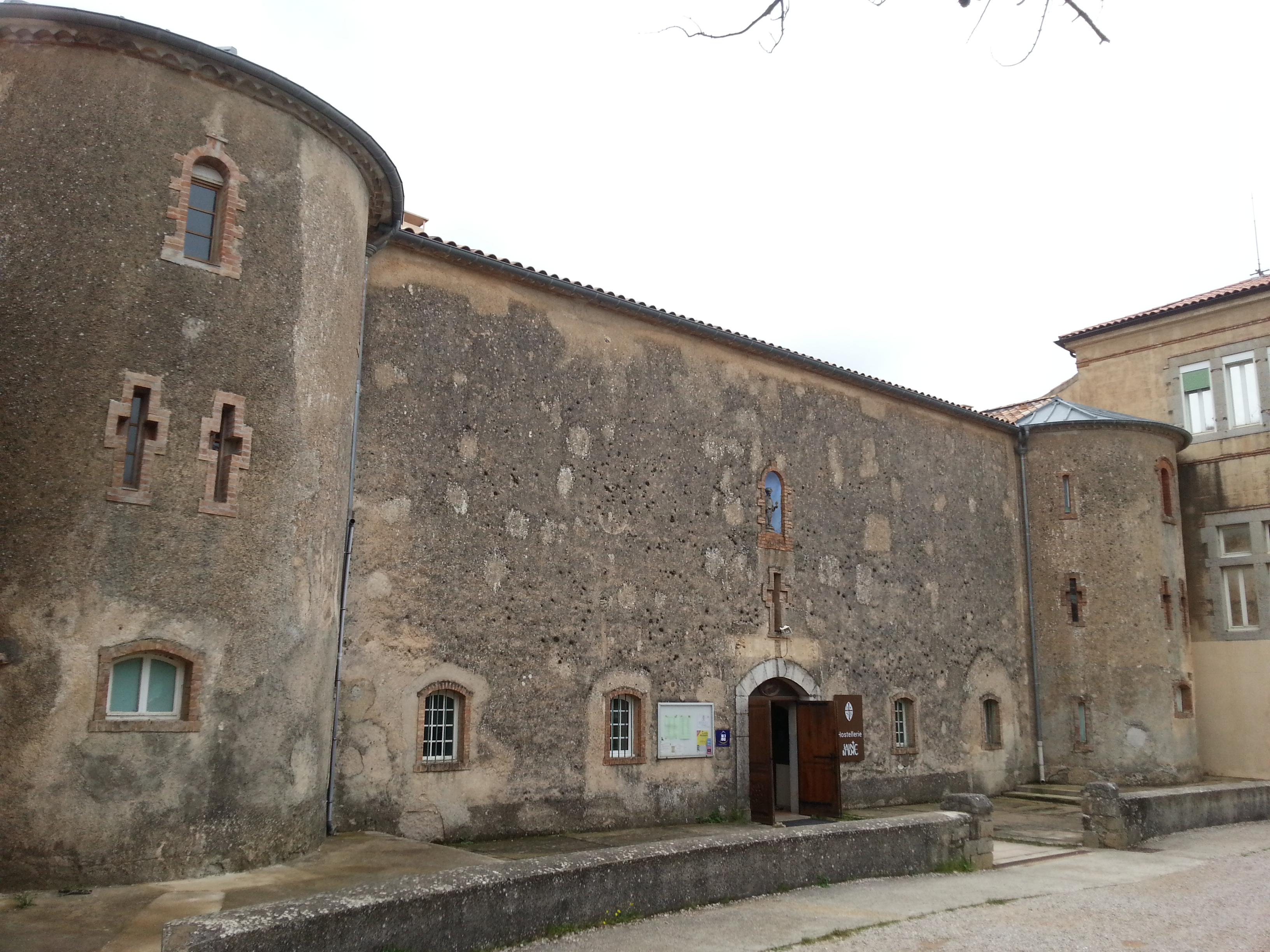
Façade du bâtiment principal de l'Hôtellerie de la Sainte-Baume.

Cette maison d'accueil religieuse est ouverte aux randonneurs, aux pèlerins qui désirent monter à la grotte de Sainte-Marie-Madeleine, lieu de pèlerinage attesté dès le Ve siècle (à 45 min de l'hôtellerie). L'accueil du sanctuaire, l'animation spirituelle et l'hôtellerie pour les pèlerins sont aujourd'hui assurés par les frères dominicains de la province de Toulouse.

### Église romane duXIesiècle

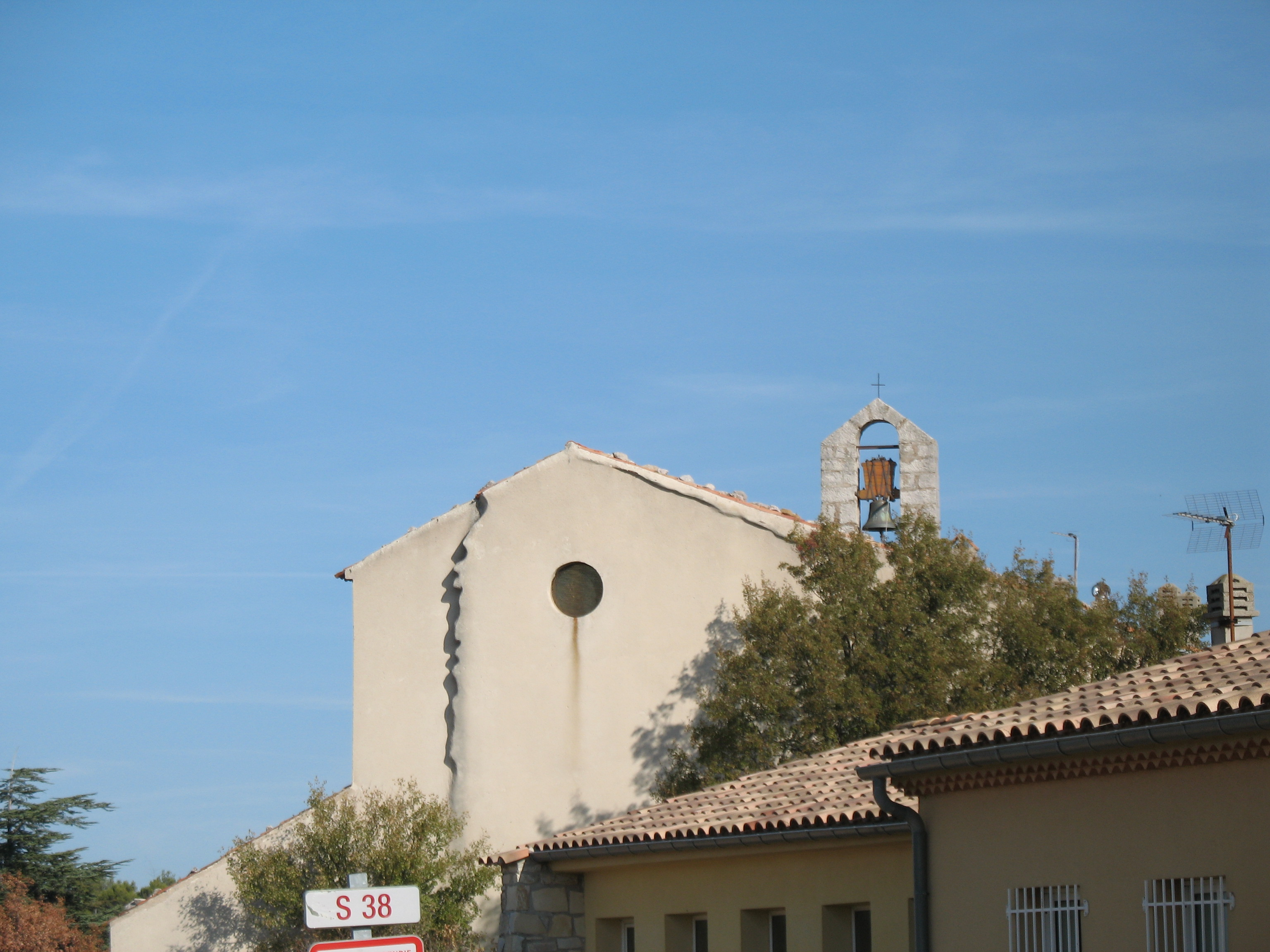
L'église de Saint-Jacques-le-Majeur.

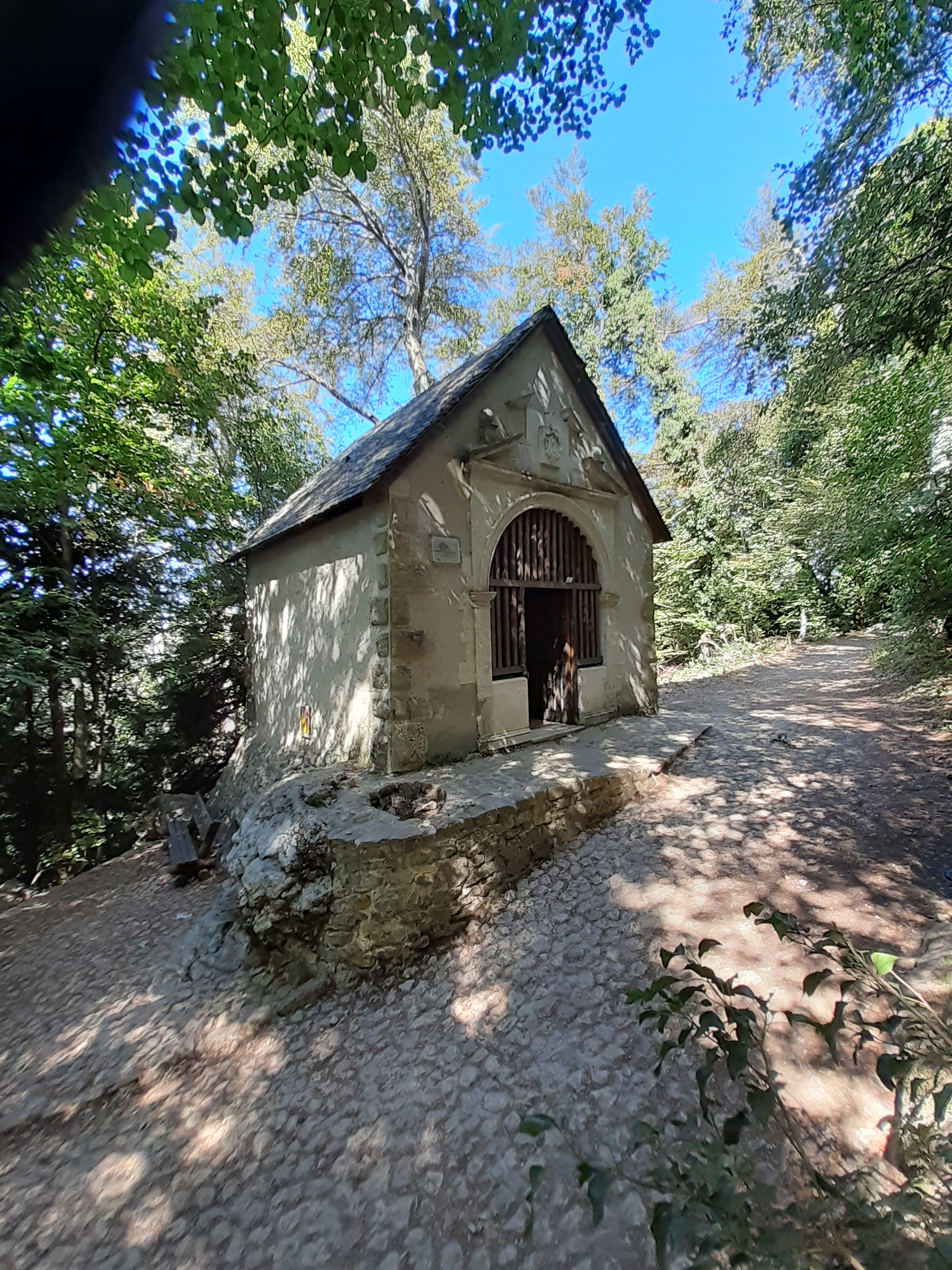
Chapelle des parisiens.

L'église de Saint-Jacques-le-Majeur, dite aussi Saint-Jaume, fut fondée par Jean Cassien au Ve siècle. C'est une église romane construite aux XIe et XIIe siècles pour servir de lieu de culte aux religieuses cassianites après la destruction de leur monastère sous le pic des Béguines par les Sarrasins. L’église et les fragments de stèle romaine sont protégés au titre des Monuments Historiques,,.
| Stèle avec inscription | MATRIBUS ALMAHABUS SEX-VINDIUS SABINUS V.S.L.M | aux mères de l'Almaha Sextius Vindius Sabinus a accompli son vœu de bon cœur et à bon droit |

Les morts étaient enterrés dans l’église jusqu'au XVIIIe siècle. Elle a été restaurée en 1963 et 1964. Les vitraux ont été réalisés par Jacques Fonmarty et posés en 1964 lors de la dernière restauration. Elle contient aussi un calvaire en bois du XVIIe siècle qui a été restauré en 1992, ainsi que deux statues représentant saint Jacques de Compostelle patron de la paroisse et de la Vierge et celle de sainte Barbe, patronne des mineurs. La pierre de l'autel provient d'un temple gallo-romain.

### Grotte de Sainte Marie-Madeleine
Grotte naturelle dédiée à sainte Marie-Madeleine, haut lieu de pèlerinage de la Provence, dans laquelle sainte Marie Madeleine termina ses jours dans la prière. Les dominicains sont responsables de la grotte depuis sept siècles. Les premiers gardiens de la grotte étaient les Cassiniens, au IVe siècle.

### Oratoires et chapelle
Oratoires (dont l'Oratoire des Béguines),, et la chapelle dite des Parisiens du XVIIe siècle,.

### Monuments commémoratifs
Monument aux morts, plaques commémoratives : conflits commémorés : guerres franco-allemandes de 1914-1918 - 1939-1945.

### Tumulus
- Tumulus du Gendarme,
- Tumulus du Gros Clapier,
- Tumulus de La Grande Bastide,
- Tumulus des Adrets[59].

### Espace Le Corbusier
L'espace Le Corbusier (Edouard-Trouin) est un lieu où se déroulent des expositions. En 1960, Édouard Trouin demanda à l’architecte Le Corbusier de réaliser la finalisation plastique de son garage atelier. La fondation Le Corbusier conserve les croquis signés Le Corbusier. La commune a fait l'acquisition de ce bâtiment en 2002 pour le réhabiliter en un espace culturel et sportif. Ce bâtiment est composé d'une voûte en tôle reconstruite à l’identique et d'une salle de 280 m2 au plancher de bois. La tour est restaurée en un petit appartement de gardiennage. Une annexe a été réalisée pour recevoir une chaufferie collective au bois et des panneaux  photovoltaïques.

### Galerie

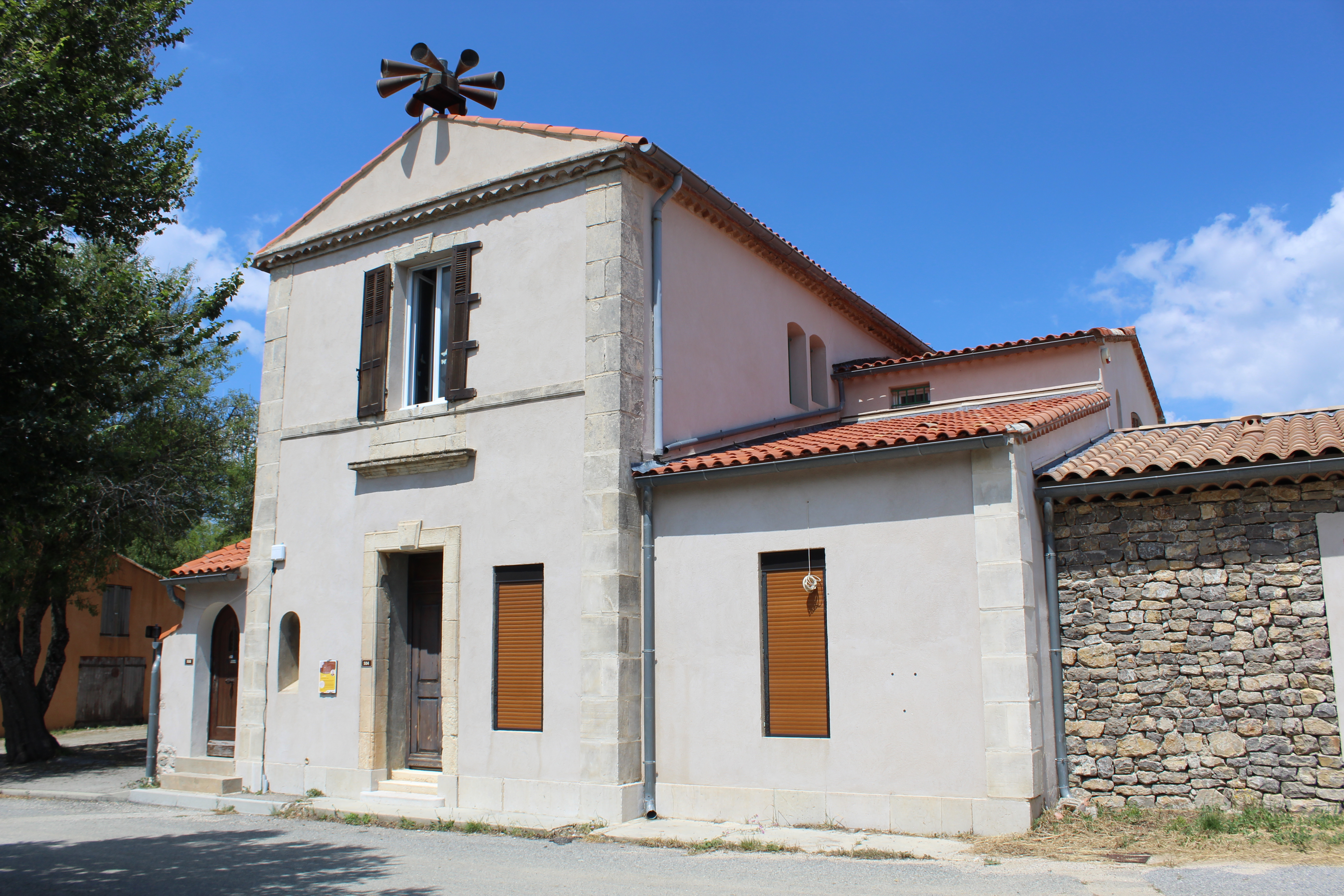
L'ancienne école Bertin-Jean.
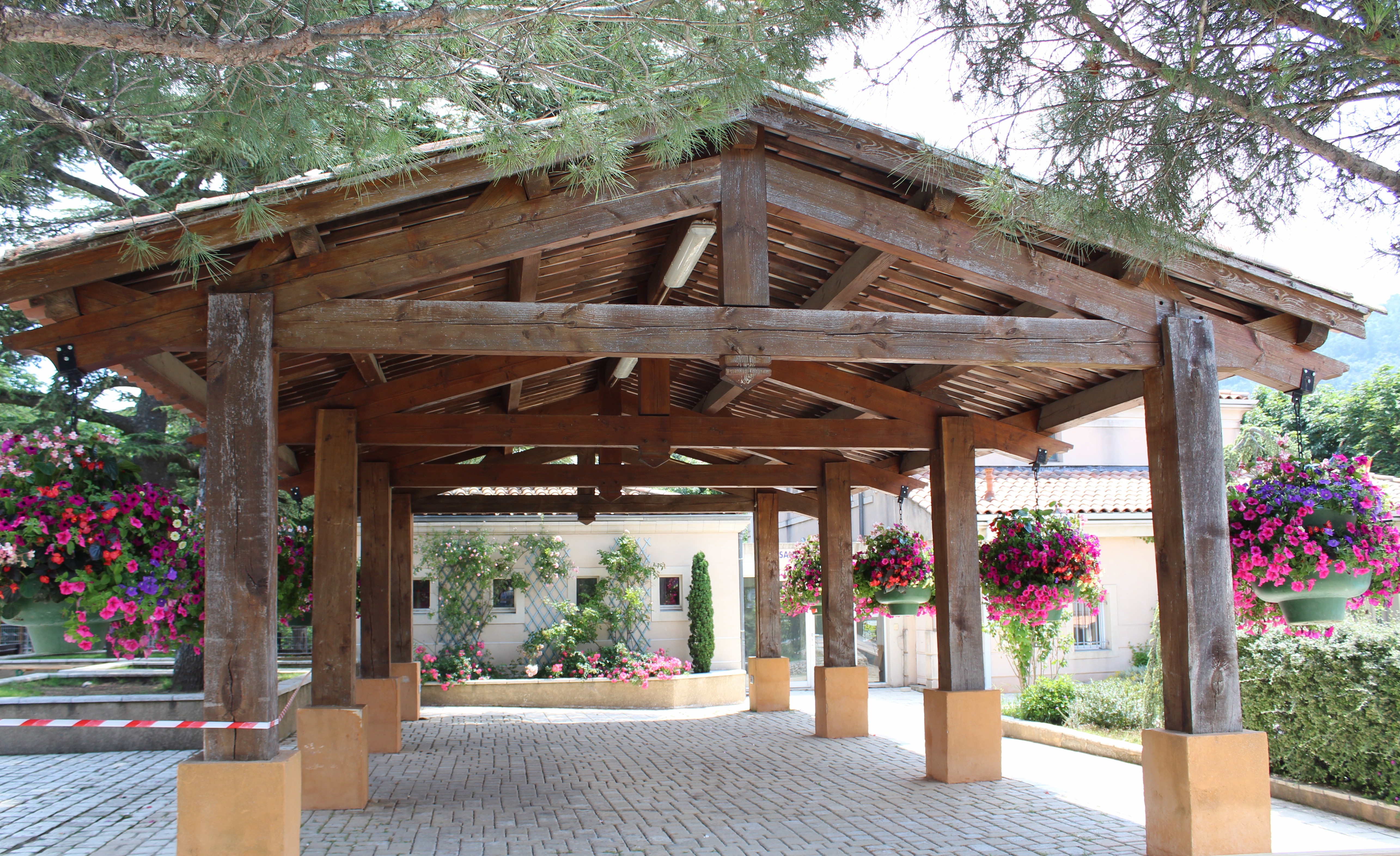
Les halles.
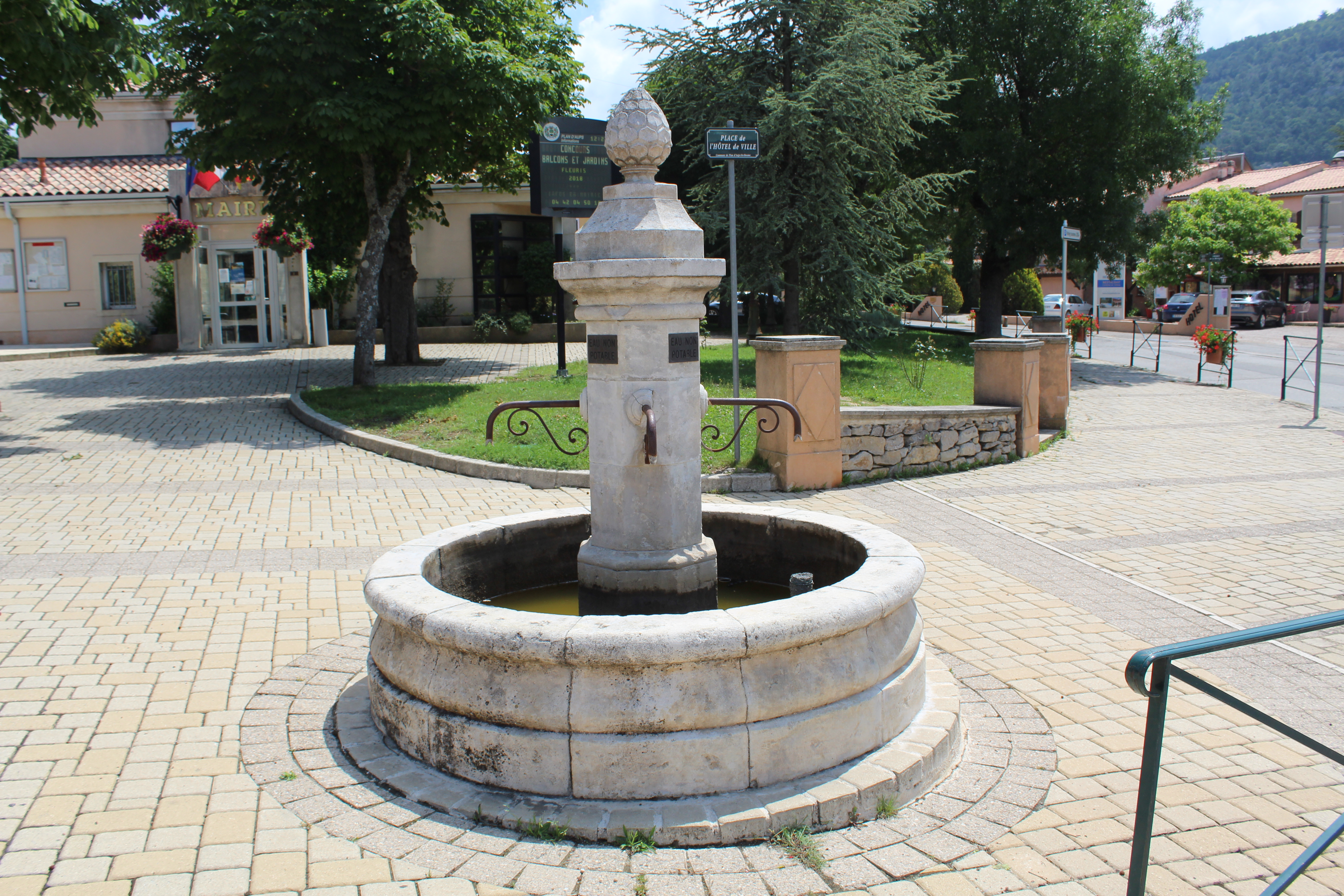
La fontaine de la place de la mairie.
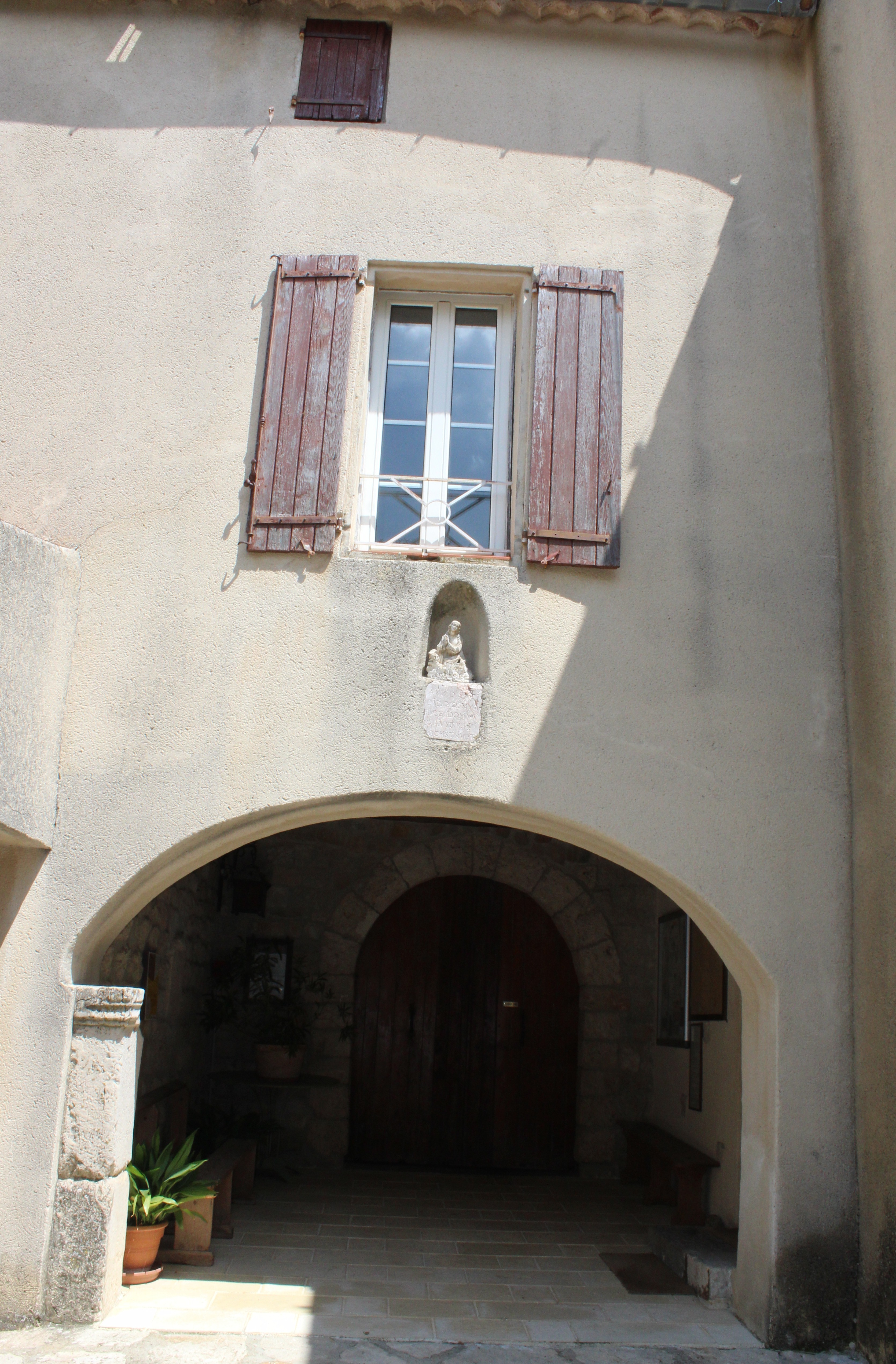
Le porche de l'église.

### Personnalités liées à la commune
- Le Corbusier[61],[62].
- Justes parmi les Nations à Plan-d’Aups-Sainte-Baume[63] :
  - Félix Redortier,
  - Marie-Louise Redortier.